# Сазанбай
Сазанбай (каз. Сазанбай) — пересыхающее озеро в Карабалыкском районе Костанайской области Казахстана. Находится в 7 км к северо-востоку от села Славенка.
По данным топографической съёмки 1958 года, площадь поверхности озера составляет 4,75 км². Наибольшая длина озера — 3,7 км, наибольшая ширина — 1,7 км. Длина береговой линии составляет 10,7 км, развитие береговой линии — 1,38. Озеро расположено на высоте 214,5 м над уровнем моря.